# 27 жовтня
27 жовтня — 300-й день року (301-й у високосні роки) у григоріанському календарі. До кінця року залишається 65 днів.

## Свята і пам'ятні дні

### Міжнародні
- ООН: Всесвітній день аудіовізуальної спадщини
- Всесвітній день трудотерапії.
- День свекрухи.

### Національні
- Україна: День української писемності та мови
- Сент-Вінсент і Гренадини: День Незалежності. (1979)
- Туркменістан: День Незалежності. (1991)
- Алжир: День посадки дерев.
- Греція: День прапора.
- США: Національний день наставника.

### Релігійні
Православ'я:
- Мученика Нестора Солунського.
- Преподобного Нестора Літописця, Києво-Печерського, в Ближніх печерах.
- Мучениць Капітоліни та Єротиїди.
- Мученика Марка та інших з ним.

## Іменини
✝  Католицькі:
✙ Православні: Нестор, Марко.

## Події
- 1654 — 50-тисячне військо Речі Посполитої на чолі з коронним гетьманом Станіславом Потоцьким вирушило на Поділля і Брацлавщину.
- 1662 — англійський король Карл II продав Дюнкерк Королівству Франція.
- 1882 — створено перший професійний національний реалістичний театр на українських землях під орудою М. Л. Кропивницького.
- 1904 — відкрився Нью-Йоркський метрополітен.
- 1937 — перший день розстрілів в урочищі Сандармох капітаном держбезпеки Михайлом Матвєєвим 1111 в'язнів Соловецької тюрми особливого призначення, серед них — цвіту української інтелігенції.
- 1938 — на І з'їзді художників УРСР створено Спілку радянських художників України.
- 1951 — уперше при лікуванні раку застосували радіацію.
- 1982 — Китайська Народна Республіка оголосила, що чисельність її населення перевищила 1 мільярд жителів.
- 2007 — Прем'єра в Україні серії «The Devil's Hands Are Idle Playthings» мультсеріалу Футурама.

## Народились
Дивись також Категорія:Народились 27 жовтня
- 1728 — Джеймс Кук, британський мореплавець, керівник трьох навколосвітніх експедицій, першовідкривач Нової Зеландії і Гавайських островів.
- 1736 — Джеймс Макферсон, шотландський поет, містифікатор.
- 1759 — Якоб II Бернуллі, швейцарський вчений, механік. Онук Йоганна Бернуллі.
- 1782 — Нікколо Паганіні, італійський скрипаль і композитор, автор шести концертів.
- 1811 — Айзек Зінґер, американський винахідник швейної машинки.
- 1856 — Кипріян Іван, український громадсько-політичний діяч.
- 1858 — Теодор Рузвельт, 26-й президент США.
- 1883 — Миколас Вайткус, литовський поет і драматург, католицький священник.
- 1908 — Краснер Лі (Lee (Lenore) Krasner), американська художниця, працювала в стилі абстрактного експресіонізму. Дочка українських емігрантів Ганни та Йосипа Краснерів із села Шпиків Вінницької області. Дружина американського художника Джексона Поллока.
- 1919 — Іван Лисяк-Рудницький, український історик, правознавець.
- 1957 — Френсіс Фукуяма, американський філософ, політичний економіст і публіцист японського походження.
- 1970 — Руслана Таран, українська яхтсменка, триразова призерка Олімпійських ігор.

## Померли
Дивись також Категорія:Померли 27 жовтня
- 1114 — Нестор Літописець (* 1056), чернець Києво-Печерського монастиря, найбільший руський історик середньовіччя, автор 1-ї редакції «Повісті врем'яних літ», житій князів Бориса і Гліба, Феодосія Печерського.
- 1485 — Рудольф Агрікола, голландський філософ і музикант, представник раннього німецького гуманізму.
- 1553 — Мігель Сервет, іспанський теолог-антитринітарій, лікар і науковець.
- 1675 — Жиль Персон де Роберваль, видатний французький математик (геометр), механік, астроном и фізик, член Паризької АН (1666).
- 1931 — Христина Алчевська, українська письменниця, драматург, прозаїк, поетеса і педагог; дочка Олексія Кириловича і Христини Данилівни Алчевських.
- 1969 — Джорджо Щербаненко, італійський письменник українського походження.
- 1975 — Рекс Стаут, американський письменник детективного жанру. Автор серії книжок про Ніро Вульфа.
- 1979 — Євген Онацький, український громадський діяч, провідний діяч ОУН, журналіст і науковець.
- 1980 — Джон ван Флек, американський фізик, лауреат Нобелівської премії з фізики.
- 1982 — Валеріо Дзурліні, італійський кінорежисер і сценарист.
- 1990 
  - Уго Тоньяцці, італійський актор театру і кіно.
  - Жак Демі, французький кінорежисер, сценарист та актор, представник «Нової хвилі»
- 2013 — Лу Рід, американський вокаліст, гітарист, композитор, поет, продюсер. Автор текстів і учасник гурту The Velvet Underground.